# Egerfarmos, Heves
Egerfarmos  este un sat în districtul Füzesabony, județul Heves, Ungaria, având o populație de 718 locuitori (2011). 

## Demografie
Componența etnică a satului Egerfarmos
     Maghiari (96,28%)
     Romi (3,25%)
     Germani (0,46%)
Componența confesională a satului Egerfarmos
     Romano-catolici (45,68%)
     Fără religie (17,41%)
     Reformați (5,71%)
     Necunoscută (31,2%)
Conform recensământului din 2011, satul Egerfarmos avea 718 locuitori. Din punct de vedere etnic, majoritatea locuitorilor (96,28%) erau maghiari, cu o minoritate de romi (3,25%). Nu există o religie majoritară, locuitorii fiind romano-catolici (45,68%), persoane fără religie (17,41%) și reformați (5,71%). Pentru 31,2% din locuitori nu este cunoscută apartenența confesională.